# Making a Living
Making a Living és la primera pel·lícula de Charles Chaplin. Caracteritzat com un dandi a la moda, amb un llarg bigoti, caldrien dues pel·lícules més per a que aparegués amb el seva disfressa arquetípica de Charlot. Es tracta d'un curtmetratge mut de la Keystone produït per Mack Sennett i escrit i dirigit per Henry Lehrman. Es va estrenar el 2 de febrer de 1914.

## Argument
Chaplin és un dandi pobre i aprofitat que després que, aconsegueix que un periodista li deixi una moneda, seduirà una noia de bona família a la que el periodista es volia declarar i, a més, li prendrà la feina robant-li la càmera que conté els negatius de la notícia d'un sensacional accident de trànsit.

## Repartiment
- Charlie Chaplin (dandi aprofitat)
- Virginia Kirtley (la filla seduïda)
- Alice Davenport (la seva mare)
- Henry Lehrman (el periodista)
- Minta Durfee (una dona)
- Chester Conklin (policia / rodamón)
- Billy Gilbert (marit gelós)
- Emma Bell Clifton (la seva dona)
- Charles Inslee (director del diari)
- Edward Nolan (policia davant les escales)